# Je suis une légende (film, 1964)
Pour les articles homonymes, voir Je suis une légende.
Pour plus de détails, voir Fiche technique et Distribution.
Je suis une légende (titre anglais original : The Last Man on Earth ; titre italien : L'ultimo uomo della Terra) est un film de science-fiction italo-américain coréalisé par Ubaldo Ragona et Sidney Salkow (mais signé uniquement par ce dernier), sorti en 1964. Il s'inspire du roman de Richard Matheson : Je suis une légende (en anglais : I Am Legend).

## Synopsis
Le docteur Robert Morgan (Vincent Price) est le dernier être humain à avoir échappé à une épidémie qui a transformé les autres hommes et femmes en vampires. Depuis trois ans, toutes ses journées se ressemblent : le jour, les vampires, qui craignent la lumière du soleil, se reposent, pendant que Morgan, armé de pieux de bois, parcourt la ville, repère les refuges des morts-vivants affaiblis comme des zombies, les empale pour ensuite aller brûler leurs corps à la décharge. La nuit, il se réfugie dans sa maison, où sont suspendus miroirs et ail, que les vampires ne supportent pas. De temps en temps, il essaye de communiquer avec un éventuel autre être humain non affecté à l'aide d'une radio, mais toujours sans succès.

## Fiche technique
- Titre français : Je suis une légende[1]
- Titre original américain : The Last Man on Earth
- Titre italien : L'ultimo uomo della Terra
- Réalisation : Ubaldo Ragona et Sidney Salkow
- Scénario : William F. Leicester, Furio M. Monetti, Ubaldo Ragona et Richard Matheson d'après son roman
- Musique : Paul Sawtell et Bert Shefter
- Photographie : Franco Delli Colli
- Montage : Gene Ruggiero et Franca Silvi
- Production : Robert L. Lippert
- Société de production : Associated Producers et Produzioni La Regina
- Société de distribution : American International Pictures (États-Unis)
- Pays :  Italie et  États-Unis
- Genre : Drame, horreur et science-fiction
- Durée : 86 minutes
- Dates de sortie : 
  - États-Unis : 6 mai 1964
  - Italie : 19 août 1964
  - France : 1973[1]

## Distribution

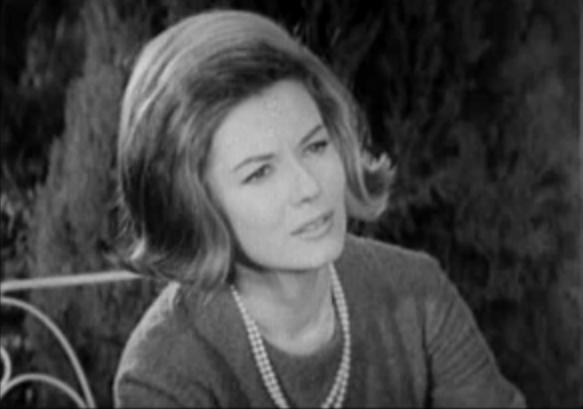
Emma Danieli

- Vincent Price (VF : Michel Blin) : Dr. Robert Morgan
- Franca Bettoja (VF : Françoise Cadol) : Ruth Collins
- Emma Danieli (VF : Anne Plumet): Virginia Morgan
- Giacomo Rossi-Stuart (VF : Jacques Albaret) : Ben Cortman
- Umberto Raho (VF : Tony Jourdrier) : Dr. Mercer

## Commentaires
- Première version filmée du roman de Richard Matheson, Je suis une légende a été rétrospectivement beaucoup comparé à La Nuit des morts-vivants (1968) de George A. Romero, dont il a manifestement jeté les bases sur le plan visuel et thématique.
- Bien qu'adapté pour l'écran par l'auteur même du roman, celui-ci se déclara peu satisfait de cette coproduction italo-américaine, regrettant notamment le choix de Vincent Price pour le rôle principal.
- Le titre original du film est The Last Man on Earth, dont la traduction littérale « Le Dernier Homme sur Terre » constitua un titre français alternatif à l'occasion de certaines exploitations.
- Deux autres adaptations cinématographiques sortiront ultérieurement : Le Survivant (The Omega Man) de Boris Sagal (1971) avec Charlton Heston, et Je suis une légende (I am legend, 2007) de Francis Lawrence avec Will Smith. Entre ces deux titres furent longtemps annoncés de nombreux projets de remake remontant à la fin des années 1980 et auxquels furent notamment attachés le réalisateur James Cameron et l'acteur Arnold Schwarzenegger.
- À la suite d'une négligence concernant le renouvellement du copyright, le film est prématurément entré dans le domaine public sur le territoire américain, d'où une profusion d'éditions en DVD sous les labels les plus divers, et à la qualité de transfert souvent discutable.

### Autres adaptations du roman
- Le Survivant (The Omega Man), réalisée par Boris Sagal, avec Charlton Heston, sortie en 1971.
- Je suis une légende, réalisé par Francis Lawrence, avec Will Smith, sortie en 2007.